# Правові системи Азії
Право в Азії зазнає швидких змін і модернізації, особливо з огляду на економічне зростання в Китаї та Індії. Азійські країни розділяють значну спадщину з європейським правом, в той час зберігаючи свою власну самобутність.

## Історія

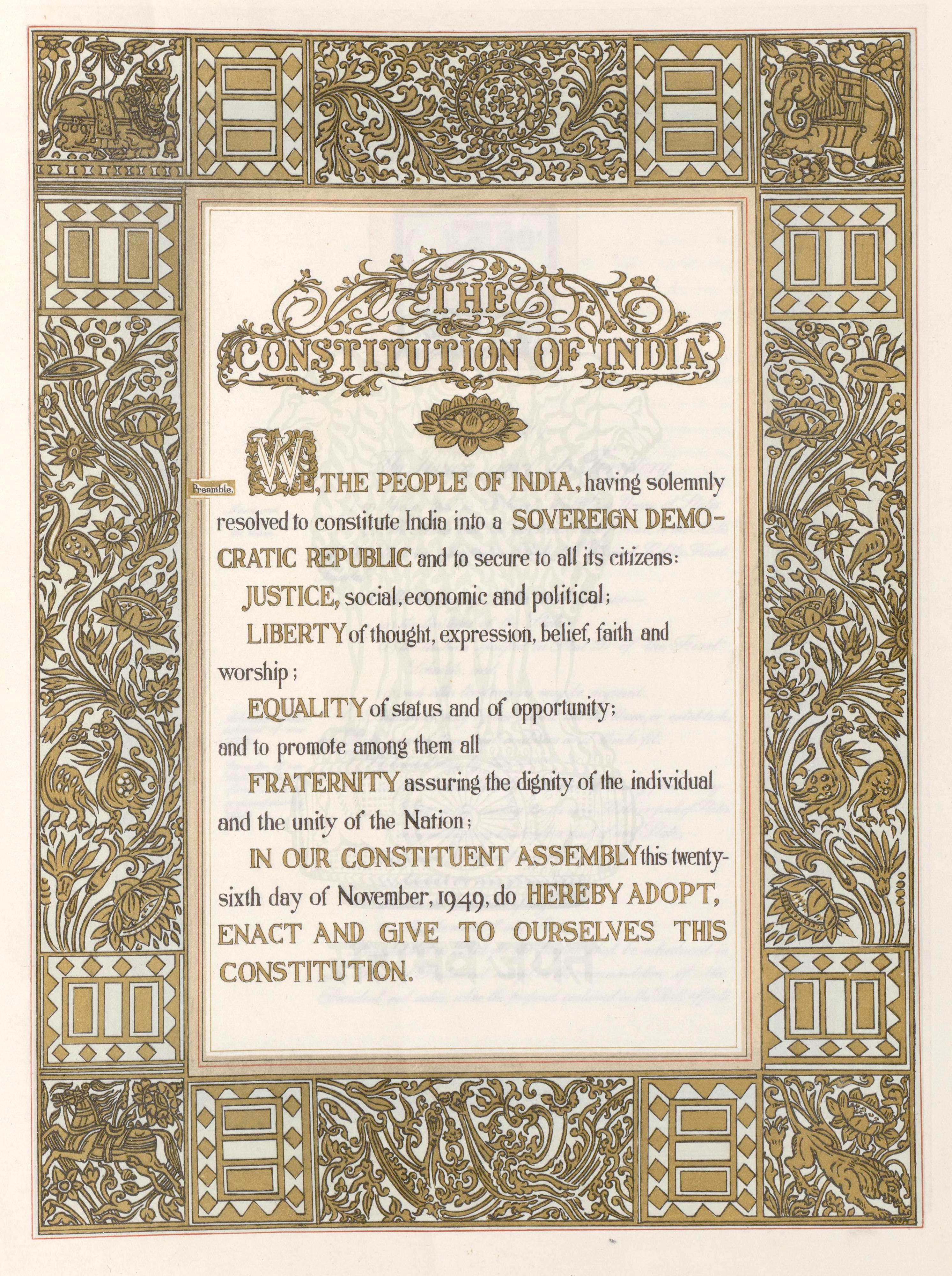
Преамбула конституції в Індії

Стародавній Китай і стародавня Індія мали історично незалежні школи юридичної теорії і практики, такі як Закони Ману або Артхашастри в Індії і традиційного китайського законодавства в Китаї. Оскільки Німеччина була зростаючою силою в кінці 19-го століття, і кодифіковане право романо-германської традиції є більш "експортним", ніж велика маса загального права англійської традиції, німецький Цивільний кодекс був дуже впливовим для більшості східних правових систем, а також є основою цивільного права в Японії і Південній Кореї. У Китаї німецький Цивільний кодекс був введений в пізні роки династії Цин і ліг в основу права Республіки Китай, яке залишається в силі на Тайвані. Існуюча правова інфраструктура в Китайській Народній Республіці відображає впливи німецького варіанту континентального права та англійського варіанту загального права в Гонконзі, заснованого на радянській традиції соціалістичного права, права Сполучених Штатів у сферах банківської справи та цінних паперів, а також традиційного китайського права. В Індії та в інших колишніх членів Співдружності, англійське загальне право лежить в основі приватного права.

## Країни
- Правова система Брунею
- Правова система Бутану
- Правова система Іраку
- Правова система Ізраїлю
- Правова система Палестинських територій
- Правова система Японії
- Правова система Йорданії
- Правова система Китайської Республіки
- Правова система Китайської Народної Республіки
- Правова система Північної Кореї
- Правова система Південної Кореї
- Правова система Кувейту
- Правова система Киргизстану
- Правова система Лаосі
- Правова система Лівану
- Правова система Малайзії
- Правова система Мальдівської Республіки
- Правова система Монголії
- Правова система М'янми
- Правова система Непалу
- Правова система Оману
- Правова система Пакистану
- Правова система Філіппін
- Правова система Катару
- Правова система Росії
- Правова система Саудівської Аравії
- Правова система Сингапуру
- Правова система Шрі-Ланки
- Правова система Сирії
- Правова система РТ
- Правова система Таїланду
- Правова система Туреччини
- Правова система Туркменістану
- Правова система Об'єднаних Арабських Еміратів
- Правова система Республіки Узбекистан
- Правова система В'єтнаму
- Правова система Ємену